# جوزيب سوتون
جوزيب سوتون هو لاعب كرة الصالات ‏ ولاعب كرة قدم كرواتي، ولد في 14 نوفمبر 1988 في موستار في البوسنة والهرسك. لعب مع FC Split Tommy ‏.

## وصلات خارجية
- جوزيب سوتون على موقع الاتحاد الأوربي (الإنجليزية)
- جوزيب سوتون على موقع اتحاد كرواتيا (الكرواتية)